# Liste de musées en Haïti
Cet article liste les musées en Haïti.

## Présentation
| Musée                                       | Lieu               | Réf.  |
| ------------------------------------------- | ------------------ | ----- |
| Musée d'Art Haïtien du Collège Saint-Pierre | Port-au-Prince     |       |
| Musée d'Art Nader                           | Pétion-Ville       |       |
| Musée du Panthéon National Haïtien          | Port-au-Prince     |       |
| Musée du Bureau d'Ethnologie                | Port-au-Prince     |       |
| Musée Ogier-Fombrun                         | Montrouis          | [ 2 ] |
| Musée du Peuple de Fermathe                 | Kenscoff           |       |
| Musée de Guahaba                            | Limbé              |       |
| Musée Georges Liautaud                      | Croix-des-Bouquets |       |
| Parc historique de la Canne à Sucre         | Port-au-Prince     | [ 3 ] |
| Palais Sans Souci                           | Milot              |       |
| Citadelle La Ferrière                       | Milot              |       |
| Cathédrale de la Sainte-Trinité             | Port-au-Prince     |       |
| Chute de Saut-d'Eau                         | Saut-d'Eau         | [ 4 ] |
| Musée du Vaudou                             | Port-au-Prince     |       |
| Musée national d'Haïti                      | Port-au-Prince     |       |